# راي كرون
راي كرون (بالإنجليزية: Ray Crone)‏ هو لاعب كرة قاعدة أمريكي، ولد في 7 أغسطس 1931 في ممفيس في الولايات المتحدة.

## وصلات خارجية
- راي كرون على موقع دوري كرة القاعدة الرئيسي (الإنجليزية)
- راي كرون على موقعبيزبول رفرنس.كوم (الدوري الرئيسي) (الإنجليزية)
- راي كرون على موقعبيزبول رفرنس.كوم (الدوري الثانوي) (الإنجليزية)